# Coup de genou
Le coup de genou est une technique de combat consistant à frapper l'adversaire avec la surface dure du genou.
En sport de combat et arts martiaux, on trouve huit formes principales : 
- coup « direct »
- coup de côté (hanches de profil, bassin ouvert),
- coup circulaire
- coup semi-circulaire remontant (en diagonale)
- coup semi-circulaire descendant (plongeant)
- coup remontant
- coup en croissant interne
- coup en croissant externe.

Certaines de ces techniques peuvent adopter différents types de trajectoires, de placement de hanche et être réalisés avec des surfaces de frappe variées sur différentes cibles. Certains de ses coups de genou peuvent être retournés (spinning), sautés (jumping), volants (flying), donnés des deux jambes (doubles), en marche d’escalier et à effets combinés. Ex. : coup de genou en croissant externe à la fois retourné et sauté. 

## Techniques de genou enBoxe birmaneetBoxe thaïe

### Coups de genou usuels1
- Straight knee-thrust : coup de genou remontant au corps à corps.
- Rising Knee-strike : coup de genou direct.
- Long-range knee-kick : coup de  genou semi-circulaire.
- Round Knee-Kick : coup de genou circulaire.

(1) Ces techniques peuvent être données les hanches de face ou de profil, et emprunter différentes trajectoires (directe, remontante, piquante et circulaire). Elles peuvent être retournées et sautées à la fois.

### Coups de genou sautés et doubles
- Jumping knee-kick ou "Flying knee kick" : coup de genou sauté.
- Double knee-kick : coup simultané des deux genoux (en sautant bien entendu).

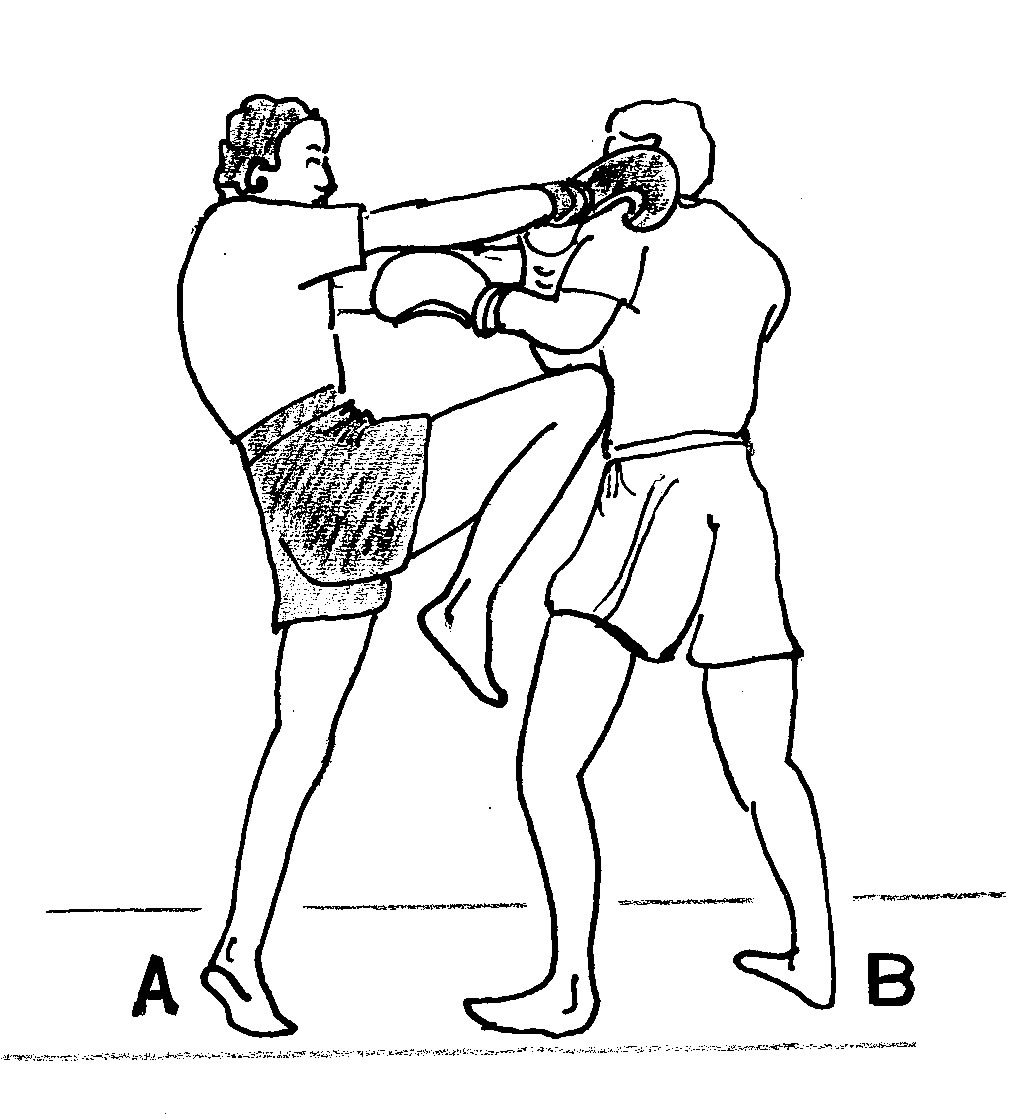
Straight knee-thrust (coup direct)
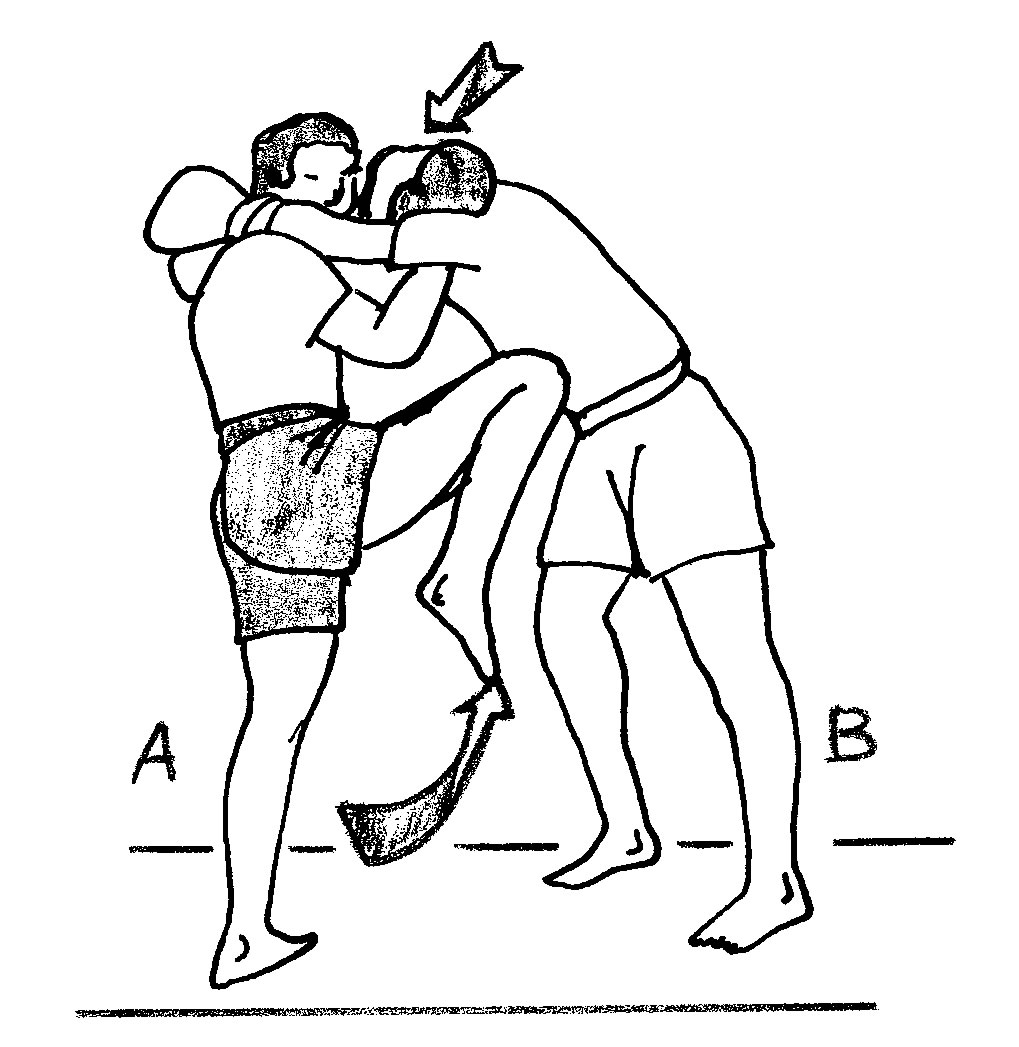
Rising Knee-strike (coup remontant)
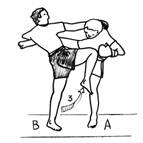
Long-range knee-kick (coup semi-circulaire)
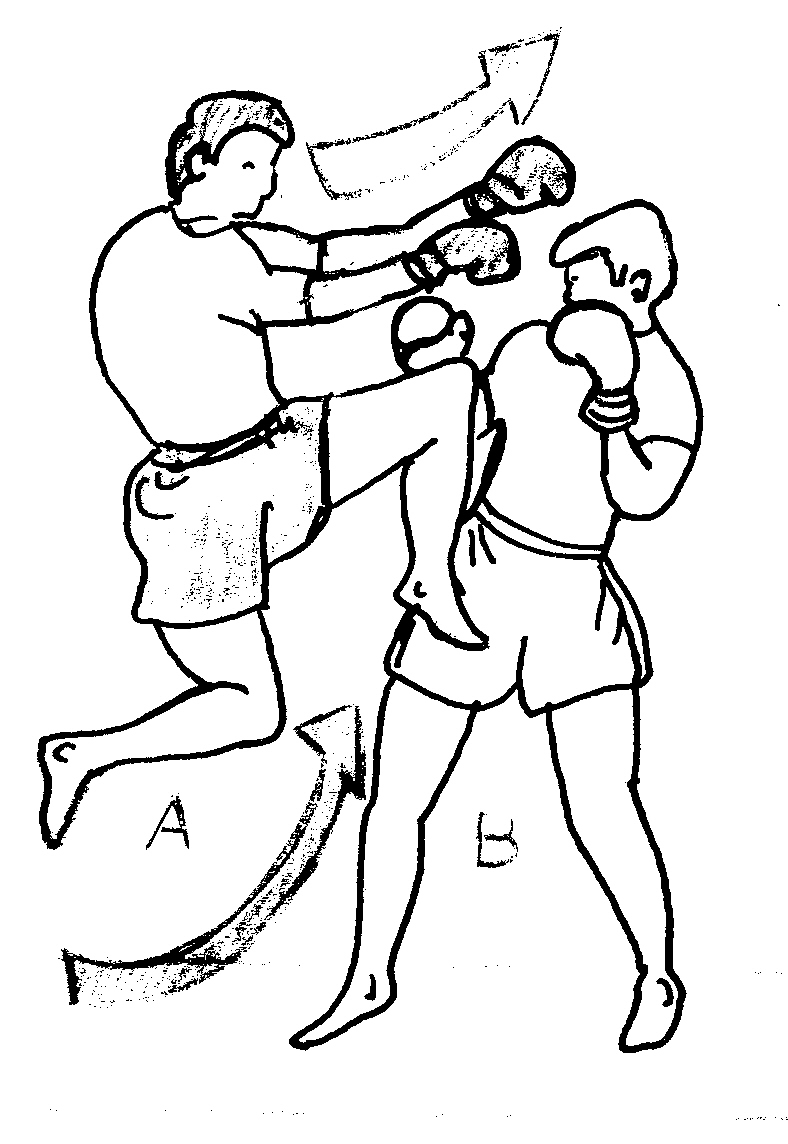
Jumping knee-kick (coup direct et sauté)

## Sources
- Alain Delmas, 1. Lexique de la boxe et des autres boxes (Document fédéral de formation d’entraîneur), compte d’auteur, Aix-en-Provence, 1981-2005 – 2. Lexique de combatique (Document fédéral de formation d’entraîneur), compte d’auteur, Toulouse, 1975-1980
- Gabrielle et Roland Habersetzer, Encyclopédie des arts martiaux de l’extrême orient, Editions Amphora, 2000